# Miguel Simões Dias
Miguel Simões Dias (Itanhaém, 29 de setembro de 1924 — Itanhaém, 7 de junho de 2012) foi um político brasileiro.

## Biografia
Miguel Dias nasceu no então bairro de Peruíbe, sendo filho de Alfredo Simões Dias e de Maria Ataulo Dias. Casou com Maria Graciette Dias, tendo seis filhos, tendo perdido ainda em vida um deles, Miguel Simões Dias Júnior. 
Foi gerente na Caixa Econômica Federal entre 1954 e 1955. Em 1956 se tornou funcionário público na prefeitura de Itanhaém, na qual trabalhou até se aposentar como diretor de departamento.

## Carreira política
A primeira eleição direta da história de Itanhaém ocorreu em 1947, e nela, Miguel Dias, com apenas 23 anos, concorreu à prefeito, mas perdeu para Harry Forssell.
Foi eleito vereador, cumprindo mandato de 1952 a 1955. Foi primeiro secretário da Câmara em 1955.
Em uma época em que o cargo de vice-prefeito concorria em chapa independente ao do concorrente a prefeito, precisando igualmente ser eleito pela população para o cargo, conseguiu se eleger vice-prefeito por três mandatos seguidos, sendo vice de Aurélio Ferrara de 1956 a 1959,  vice de Harry Forssell de 1960 a 1963, e vice de Dagoberto Nogueira da Fonseca de 1964 a 1968.
Por fim, Miguel Dias foi eleito prefeito de Itanhaém, pela Aliança Renovadora Nacional (ARENA), tendo Adhemar Martins Rivera como seu vice, cumprindo mandato entre 1969 e 1972. Ficou conhecido popularmente como "Prefeito Miguelzinho". Durante seu governo, em 1971, a Câmara Municipal de Vereadores foi transferida do antigo prédio da Casa de Câmara e Cadeia para o prédio da prefeitura na Rua Cunha Moreira. Conseguiu eleger seu candidato à sucessão, Orlando Bifulco Sobrinho. Durante a ditadura militar brasileira, Miguel Dias e Orlando Bifulco foram os grandes líderes do partido de apoio ao regime opressivo na política itanhaense.
Foi eleito novamente prefeito em 1976, ficando Jaime de Castro, também da ARENA, na segunda posição.  Raphael Luíz Pompeu Ferrara foi seu vice, com Miguel cumprindo seu segundo mandato entre 1977 e 1982. Nessa gestão, em 1979, a prefeitura inaugurou a Ponte Sertório Domiciano da Silva, a única ligação interna rodoviária entre as duas metades da cidade, separadas pelo rio Itanhaém. Até então, a ponte era de mão única, havendo o único semáforo da história da cidade, para regular o fluxo nos dois sentidos que tinha que ser dividido na faixa única.
Foi vice-prefeito novamente entre 1993 e 1996, no governo eleito de Edson Baptista de Andrade. Concorreu novamente a prefeito em 1996, como candidato da situação, mas acabou em segundo lugar nas urnas.
Seu último cargo eletivo público foi como vereador, empossado em 2001, sendo presidente da Câmara Municipal entre 2001 e 2002.
Faleceu aos 87 anos.